# Contea di Zongyang
La contea di Zongyang (枞阳县S, Zōngyáng XiànP) è una contea della Cina, situata nella provincia dell'Anhui.